# در غربت (فیلم)
در غربت فیلمی به کارگردانی سهراب شهید ثالث و بازیگری پرویز صیاد است که در سال ۱۳۵۴ ساخته شد. نام دیگر این فیلم دور از خانه است و نخستین فیلمی است که شهید ثالث بیرون از ایران ساخت. در غربت در بیست و پنجمین جشنواره فیلم برلین مورد تحسین قرار گرفت. این فیلم در سال ۲۰۲۲ توسط شرکت «پرو ووبیز» در لابراتوار فیلم شیفت در آلمان اسکن و مرمت شده‌است و قرار است در سی و ششمین جشنواره فیلم ایل چینما رتیراتو (سینمای دوباره کشف‌شده) در شهر بولونیای ایتالیا نمایش داده شود.
حسین (پرویز صیاد)، کارگر مهاجر ترک، در کارخانهٔ پرس کاری در آلمان غربی کار می‌کند. او هر روز بعد از کار با مترو به محلهٔ کروتیزبرگ برلین می‌رود، که در آنجا با چند کارگر هموطنش در یک مجتمع مسکونی زندگی می‌کند. آنها، که قادر نیستند با مردم و محیط اطرافشان ارتباط برقرار کنند، زندگی یکنواخت و اندوهباری دارند. روزی هم‌اتاق حسین، که از این وضع به تنگ آمده، چمدان خود را می‌بندد و آپارتمان محل سکونتش را به قصد بازگشت به وطن ترک می‌کند.
1. ↑  در غربت در وبگاه سوره سینما
2. ↑  در غربت در وبگاه ایران‌آکت